# Mostefa Bouchachi
Mostefa Bouchachi, né en 1954 à Sidi Abdelaziz, dans l'actuelle wilaya de Jijel en Algérie, est un avocat et homme politique algérien.
Président de la Ligue algérienne pour la défense des droits de l'homme (LADDH) de 2007 à 2012.

## Biographie
Mostefa Bouchachi est né en 1954 à Mechta Aazib, douar Bouyoucef (dans la commune actuelle de Sidi Abdelaziz) dans la wilaya de Jijel.
Fils de chahid, il a été scolarisé après 1962 dans un centre d’enfants de chouhada à Oued Aïssi, près de Tizi-Ouzou.
Issu d’une famille de révolutionnaires, Mostefa n’avait que 6 ans lorsque son père Mokhtar, moudjahid, fut tué en 1960 lors d’un bombardement dans la Wilaya II.

### Études
Mostefa poursuit ses études secondaires au lycée Colonel Amirouche de la même ville de Tizi Ouzou.
Après l'obtention du baccalauréat, Mostefa Bouchachi se retrouve ensuite à Alger où il entame un cursus d'études supérieures à la faculté de droit de l'Université d'Alger.
Mostefa Bouchachi obtient un magistère en droit à l’université de Southampton au Royaume uni où il a été envoyé dans le cadre d’une bourse de l'État algérien.

## Parcours professionnel
Au début des années 1980, de retour à Alger après ses études au Royaume uni, Mostefa Bouchachi a enseigné à la faculté de droit de l'Université d'Alger.
Il y a dispensé des cours de procédures pénales.
Il s'est aussi inscrit au barreau d'Alger pour exercer le métier d’avocat.

## Parcours politique
Mostefa Bouchachi a adhéré au Front des forces socialistes (FFS) en 1979.
Dans les années 1990, il a intégré la Ligue algérienne pour la défense des droits de l'homme (LADDH), qu’il a présidé de 2007 à 2012.
En janvier 2011, il fait partie des fondateurs de la Coordination nationale pour le changement et la démocratie.
Lors des Élections législatives algériennes de 2012, Mostefa Bouchachi a été élu comme député du FFS à l'Assemblée populaire nationale (APN) pour la wilaya d'Alger,. Il a démissionné de son mandat de député, en mars 2014 pour être remplacé par Mohamed Nebbou.
En 2019, lors des manifestations de masse ayant notamment conduit à la démission du président Abdelaziz Bouteflika — au pouvoir depuis 1999 —, et qui se sont poursuivies pour réclamer la mise en place d'une transition démocratique, Mostefa Bouchachi devient une personnalité phare du mouvement. Bouchachi est lui-même arrêté lors des premières marches.
Le 10 décembre, 19 personnalités, dont l'ancien ministre des Affaires étrangères Ahmed Taleb Ibrahimi, Bouchachi, l'ancien ministre de l'Éducation Ali Benmohamed, l'ancien ministre de la Culture, Abdelaziz Rahabi, l'avocat Ali Yahia Abdenour, l'ancien chef du gouvernement Ahmed Benbitour, le sociologue Abdelghani Badi, ainsi que les universitaires Nacer Djabi et Louisa Ait Hamadouche, appellent à ne pas empêcher ceux qui veulent voter lors de l'élection présidentielle algérienne de 2019 de le faire.

### Vidéo
- [vidéo] « Table ronde du FFS sur le développement local », sur YouTube.